# Акимова, Галина Николаевна
Гали́на Никола́евна Аки́мова (10 июля 1929—2013) — советский и российский лингвист, педагог, доктор филологических наук (1973), профессор (1979). Почётный профессор Санкт-Петербургского государственного университета (2004).

## Биография
Родилась 10 июля 1929 года в Ленинграде.
С 1947 по 1952 год обучалась на отделении русского языка и литературы филологического факультета Ленинградского государственного университета, с 1952 по 1955 год обучалась в аспирантуре при этом факультете. С 1955 года на педагогической работе в Ленинградском государственном университете в должностях: ассистента, доцента и профессора кафедры русского языка филологического факультета. Одновременно с 1976 по 2001 год — заместитель декана филологического факультета по аспирантуре ЛГУ — СПбГУ.
В 1955 году Г. Н. Акимова была утверждена в учёной степени кандидат филологических наук по теме: «Относительное подчинение в научной прозе М. В. Ломоносова», в 1973 году — доктор филологических наук по теме: «Очерки по синтаксису языка М. В. Ломоносова». В 1961 году приказом ВАК ей было присвоено учёное звание доцента, в 1979 году — профессор по кафедре русского языка. В 2004 году ей было присвоено почётное звание почётный профессор СПбГУ.

## Научно-педагогическая деятельность
Основная научно-педагогическая деятельность Г. Н. Акимовой связана с вопросами в области филологии. В СПбГУ читала курс лекций по темам: «Структура простого предложения», «Поэтический синтаксис» и «Синтаксис и стилистика». Член Комиссии по высшему филологическому образованию при Министерстве высшего и среднего специального образования СССР (с 1979 по 1991). Член Диссертационных советов по русскому языку в СПбГУ и в РГПУ имени А. И. Герцена. Член Учёного совета Филологического факультета СПбГУ.
Г. Н. Акимова являлась автором более 100 научных трудов, в том числе: «Относительное подчинение в научной прозе М. В. Ломоносова» (Л.: 1955), монография «Очерки по синтаксису языка М. В. Ломоносова» (Л.: 1973), «Динамика структуры современного русского языка» и «Новые явления в синтаксическом строе современного русского языка» (Л.: 1982), «Новое в синтаксисе современного русского языка» (М. : 1990. — ISBN 5-06-000200-4), учебник «Синтаксис современного русского языка» (2013: ISBN 978-5-903549-10-8), под её руководством было защищено более 46 кандидатских и докторских диссертаций.
Скончалась 23 декабря 2013 года в Санкт-Петербурге.